# Maratus griseus
Espèce
Synonymes
- Cytaea grisea Keyserling, 1882
- Hypoblemum griseum (Keyserling, 1882)
- Acmaea villosa Keyserling, 1883
- Hypoblemum villosum (Keyserling, 1883)

Maratus griseus est une espèce d'araignées aranéomorphes de la famille des Salticidae.

## Distribution
Cette espèce se rencontre en Australie et en Nouvelle-Zélande.

## Description
Les mâles mesurent de 4,5 à 8 mm.

## Systématique et taxinomie
Cette espèce a été décrite sous le protonyme Cytaea grisea par Keyserling en 1882. Elle est placée dans le genre Lycidas par Żabka en 1987, dans le genre Maratus par Otto et Hill en 2012, dans le genre Hypoblemum par Otto, Hill et Whyte en 2019 puis dans le genre Maratus par Otto et Hill en 2021.

## Publication originale
- Keyserling, 1882 : Die Arachniden Australiens. Nürnberg, vol. 1, p. 1325-1420 (texte intégral).